# Гвени-Фада
Гвени-Фада (фр. Gweni-Fada) — это метеоритный кратер, находящийся недалеко от города Фада в регионе Эннеди, (Чад, Африка).
Его диаметр составляет 14 км, его возраст датируется приблизительно 345 миллионов лет (Карбон). Кратер открыт на поверхности.

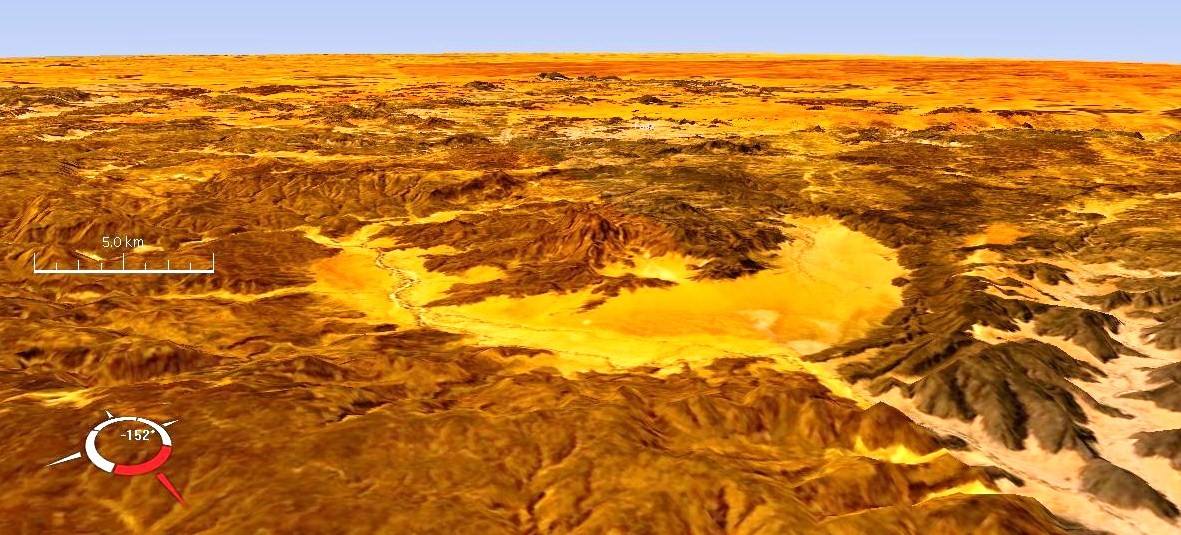
Изображение снимка кратера Гвени-Фада, обработанное с помощью цифровой модели поднятия; изображение получено от NASA World Wind